# 안영애
안영애는 조선민주주의인민공화국의 공화국영웅이다.

## 생애
서울 출신이며 경기여자고등학교를 나온 것으로 알려져 있으나 자세한 신상은 알 수 없다. 한국 전쟁 시기에 조선인민군에 입대하여 간호사로 종군하였다가 전사했다. 폭격 피해를 입은 병동에서 자신도 부상 당한 와중에 수십명의 부상병들을 살려내고 사망했다고 하여, 공화국영웅 칭호가 수여되었다. 유해가 애국렬사릉에 안치되어 있다.
안영애는 1970년대 이후 인민들이 따라배울 수 있는 영웅의 형상화를 중요시하는 주체문학, 주체예술의 성립과 함께 재발굴되어, 그의 삶을 그린 영화 《한 간호원에 대한 이야기》, 이 영화를 토대로 한 조선인민군협주단의 혁명가극 《당의 참된 딸》(1971) 등이 제작되면서 유명해졌다. 공화국영웅 칭호도 《당의 참된 딸》 발표 이후에 수여 받은 것이다.
안영애를 모델로 한 '강연옥'이라는 주인공이 나오는 《당의 참된 딸》은 《꽃파는 처녀》,《피바다》, 《금강산의 노래》, 《밀림아 이야기하라》와 함께 북조선에서 꼽는 5대 혁명가극 중 하나이다. 실존 인물인 안영애가 죽었기 때문에 이가운데 유일하게 비극적으로 끝내는 내용이다. 남한에서 만들어진 영화 《국경의 남쪽》(2006)에 《당의 참된 딸》 공연 장면이 나오기도 한다.
안영애의 이름을 딴 기관으로는 개성에 위치한 의과대학인 안영애대학이 있다.

## 참고자료
- 《조선일보》 (2001.1.21) '김정일 발언'으로 본 변화와 고수 보관됨 2016-03-05 - 웨이백 머신